# Max Papart
 (novembre 2015).
Si vous disposez d'ouvrages ou d'articles de référence ou si vous connaissez des sites web de qualité traitant du thème abordé ici, merci de compléter l'article en donnant les références utiles à sa vérifiabilité et en les liant à la section « Notes et références ».
Max Papart, né le 19 décembre 1911 à Marseille et mort le 29 août 1994 à Paris, est un peintre, graveur, illustrateur et collagiste français.
Son œuvre est marqué par une certaine douceur de vivre, une discrète ironie et un grand sens de la beauté plastique.

## Biographie
Né à Marseille, Max y passe son enfance. Son père, Noël Papart, ancien capitaine de cavalerie, grand blessé de la guerre de 1914 et peintre amateur, lui communique très jeune la passion de la peinture. Dès l’âge de 4 ans, Max couvre ses cahiers d’écolier de dessins.
Pour l’anniversaire de ses 7 ans, son père lui offre une boîte d’aquarelle de professionnel et lui apprend à s’en servir. Max travaille d’après des cartes postales en couleurs. Son père l’emmène tous les dimanches au palais Longchamp de Marseille pour découvrir les toiles du musée. Sa mère est pianiste et chante ; la musique fait donc partie de son enfance et marquera toute sa peinture. À treize ans, lassé de l’aquarelle, il s’essaie à la peinture à l’huile.
En 1928, il suit quelque temps les cours de l’école des beaux-arts de Marseille, mais préfère se former seul par la peinture en plein air et l’étude des grands maîtres (Hubert Robert, Nicolas Poussin, Rubens, Rembrandt).
Son père étant invalide de guerre et sa mère souffrant de tuberculose, il doit pourvoir aux besoins de sa famille. Il sera tour à tour ouvrier et aviculteur. Travaillant durement, il consacre une grande partie de son temps libre au dessin, à la peinture et à la littérature. Il lit Shakespeare, Rabelais, Montaigne, la littérature anglaise et américaine.
En 1933, Max Papart s’établit à Paris. Graveur-imprimeur de son métier, il continue de peindre et d’étudier les grands maîtres dans les musées. Il se rend dans toutes les grandes expositions et les galeries. Il expose au Salon des indépendants et commence la gravure à l’aquatinte.
Lorsque la guerre éclate en 1939, il est déclaré inapte au service militaire pour raisons de santé. Il part à Marseille et prend en 1940 la décision de vivre désormais de sa peinture. Il fréquente l’Académie Auzias et commence ses études de nus. Il épouse Mathilde Hugon, avec qui il a une fille, Geneviève. Il entre dans la Résistance et participe à la Libération de Marseille. À ce titre, il reçoit la croix de guerre 1939-1945.
De 1946 à 1948, il présente plusieurs expositions personnelles à Marseille, à la Galerie Da Silva puis à Nice à la galerie Masséna. Il rencontre le peintre Victor Bauer, ami de Freud qui lui fait découvrir la psychanalyse. Il se lie d’amitié avec des écrivains comme Jacques Prévert, Georges Ribemont-Dessaignes et André Verdet, dont il illustrera les ouvrages.
En 1949, il divorce de Mathilde Hugon et se remarie avec Andrée Garbit connue sous son nom de poète, Andrée Caraire, avec qui il a une fille, Anne. Les Papart s’installent à Paris. Il expose à la galerie Monique de Groote.
Il réside jusqu'à sa mort au 10 de la rue Pernety, dans le 14e arrondissement de Paris, où il a son atelier.
Au cours des années qui suivent, les expositions se succèdent à Paris et en province mais aussi en Italie, en Belgique, en Suisse et aux États-Unis. Il continue à illustrer des poèmes d'écrivains. Il est exposé par la galerie Hervieu à Nice et la galerie Pétridès à Paris. Il fait la connaissance de Jean-Michel Atlan , du sculpteur César, d'Antoni Clavé, de James Coignard et de Henri Goetz. Il expose aussi à Tokyo avec le « Groupe français ».
Il fait plusieurs voyages en Toscane, qu'il aime particulièrement, et étudie les œuvres de la Pré-Renaissance Paolo Uccello, Piero della Francesca. Il s'intéresse à toutes les techniques de gravure : lithographie, pointe sèche, burin et aquatinte.
À partir de 1958, il commence à se détourner de la figuration et explore l’abstraction lyrique tout en développant sa technique du collage.
De 1960 à 1964, il expose ses gravures à Nice et à Paris. Il utilise un nouveau procédé de gravure, le carborundum, mis au point par Henri Goetz. Il s’intéresse à l’art préhistorique et voyage au nord de l’Italie (Val Camonica), en Espagne, dans le Pays basque (Altamira) et en Dordogne.
De 1965 à 1971, il crée des médailles de bronze sur demande de l’hôtel de la Monnaie. Cela le conduit à pratiquer la sculpture. Il devient chargé de cours de gravure à l’Université de Paris-VIII-Vincennes où il enseignera jusqu’en 1973. Il participe activement au mouvement de Mai 68, combat sur les barricades et fait partie avec Hélion d'un comité de réforme de l'enseignement des beaux-arts.
Il a de nombreuses expositions en France, en Allemagne, en Suède, en Italie. Une rétrospective de ses œuvres abstraites lui est dédiée au Musée de Saint-Ouen. Il illustre des ouvrages de Pierre Tilman, Georges Ribemont-Dessaignes et Andrée Caraire. Il devient l’ami de Jean Hélion, de Raymond Queneau, de Vladimir Jankelevitch et d’Alberto Magnelli. Son amitié avec James Coignard est très forte et ils seront très proches jusqu’à la fin de leur vie.
En 1970, Frédéric Czarnes (1936-2011) réalise un film important sur Max Papart, La Palette de Max Papart.
Entre 1972 et 1977, il expose en Europe, au Canada et aux États-Unis. Il devient sociétaire du Salon d’automne. Deux monographies sont publiées : Max Papart : la vie, l’homme, l’œuvre par Andrée Caraire et Bernard Plasse, aux Éditions Vision sur les Arts (1975), et Max Papart par Jacques Baron, dans la collection « Musée de Poche » (1976).
À partir de 1981, il s’installe aux États-Unis, à La Nouvelle-Orléans. Il travaille avec la galerie Ken Nahan qui promeut son œuvre dans le monde entier. Un ouvrage est publié par la Galerie internationale de Stockholm, L’Œuvre gravé de Max Papart (1979). Il entame une longue collaboration avec Lydie et Robert Dutrou pour l’édition d'aquatintes de très grandes dimensions pour les Éditions de La Galerie Ken Nahan. Elles seront imprimées à Paris dans l'Atelier Morsang. Plusieurs expositions personnelles ont lieu au Japon, aux États-Unis et en France. Il est promu officier des Arts et des Lettres par Jack Lang. Une monographie est publiée en français, en espagnol et en anglais, Max Papart, par Roger Green et Jean-Marie Dunoyer, critique au Monde, aux éditions Cercle d'art, aux Éditions Rizzoli et aux Éditions Polygrafa (1985).
À partir de 1990, il vit entre New York et Paris. Il expose en France, en Allemagne, en Suisse et aux États-Unis. Le Palais de l’Europe de Menton lui consacre une rétrospective. À cette occasion, une monographie, Max Papart avec des textes de l’artiste, est publiée aux éditions Garnier Nocera (version française 1992) et aux éditions Galerie Raphael (version allemande 1993).
Vers la fin de sa vie, il conçoit des bijoux d'après ses propres peintures, bijoux limités à huit pierres précieuses ou semi-précieuses. Ils sont fabriqués par Jean Jaques de la Verrière. Max Papart est mort avant la fin de la fabrication de cette collection, en 1994.
Il illustre des poèmes de Xavier Bordes, Cirque Argos, et réalise sa dernière série de 5 gravures, Hommage aux Cubistes.
Il meurt le 29 août 1994 à Paris et est enterré au cimetière des Longs Réages à Meudon presque en face de son cher et regretté Alberto Magnelli, à l'ombre d'un cyprès toscan dans une tombe de granit rose de Bretagne, pays natal de sa mère.

## Décoration

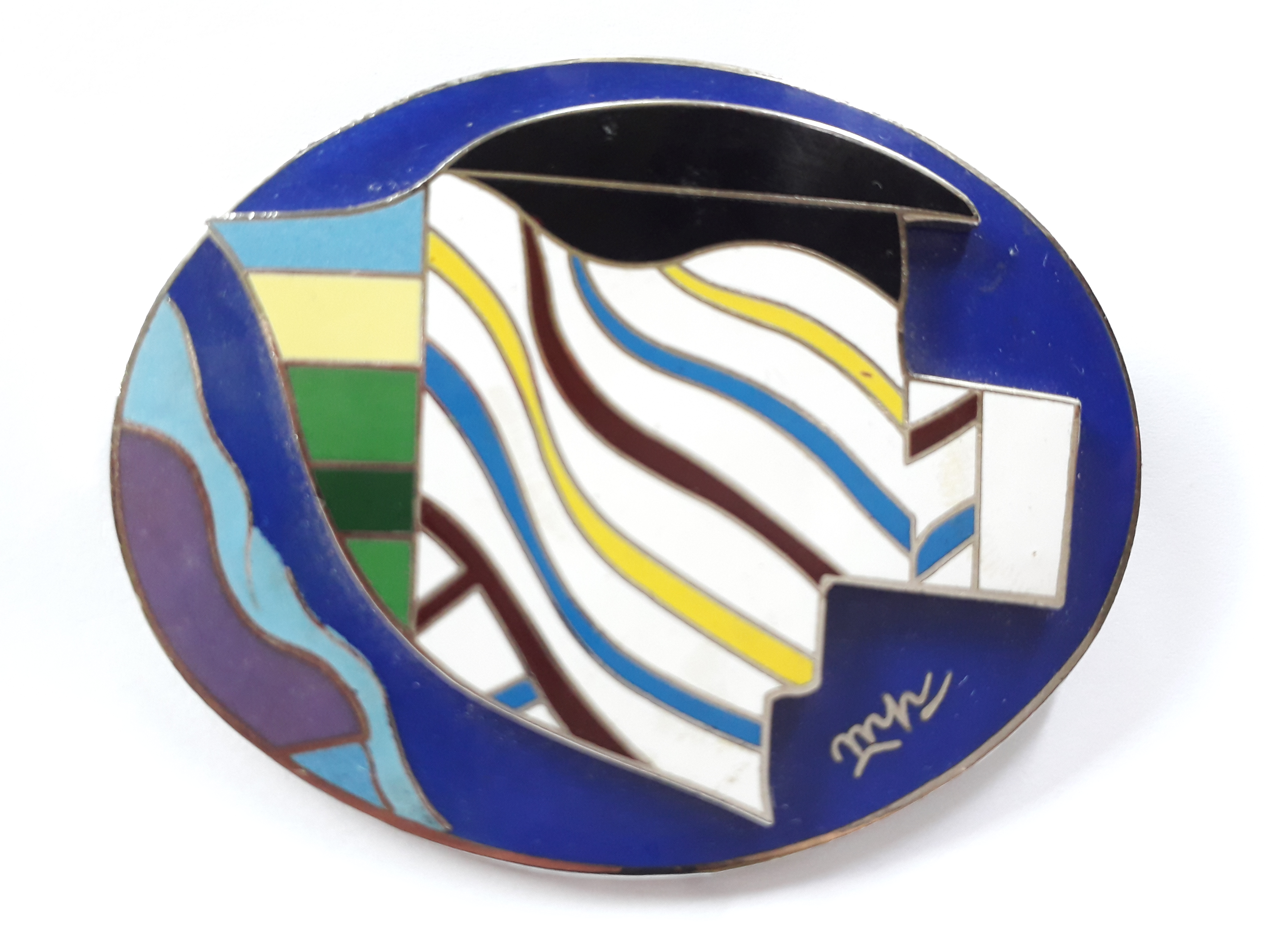
Max Papart Bijou OISEAU EN VOL

- Max Papart Bijou OISEAU EN VOL Officier de l'ordre des Arts et des Lettres (1987)[12]

## Expositions et musées notables
- Victoria and Albert Museum, Londres
- National Gallery, Londres
- Musee d'art moderne de la Ville de Paris
- Musée Cantini, Marseille
- Fondation Maeght, St. Paul de Vence
- Israel Museum, Jérusalem
- Musée d'art moderne, Eilat
- Musée d'art moderne, Dimona
- Centre d'art contemporain et expérimental, Rehovot
- Kunst Museum, Boras , Suède
- Indianapolis Museum of Art
- New Orleans Museum of Art[13]
- High Museum, Atlanta
- Bibliothèque de l'Arsenal, Paris
- Salle de l'Aubette de la ville de Strasbourg
- Ft. Lauderdale Museum of Art
- Jacksonville Art Museum
- Phoenix Art Museum, Phoenix
- Syracuse University
- U.C.L.A.
- Yale University, New Haven
- Museum of New Mexico, Santa Fe
- University de Pennsylvanie, Philadelphie
- Leonox Hill Hospital, New York
- Musée d'art moderne, Miami
- Lincol University, Oxford

## Œuvre
L’œuvre de Max Papart présente une grande variété. L'artiste n'a jamais été l'homme d'un seul style. 

« L'art change », disait-il, « comme la vie. »

### 1930-1958
Papart se consacre à la figuration - paysages, natures mortes, portraits et nus - avec une évolution qui tendait de plus en plus à favoriser au maximum la composition abstraite sous-jacente du sujet.

### 1958-1960: début de la période abstraite, abstraction fragmentaire
Le passage à l'abstraction se fait d'abord avec une période d'abstraction "fragmentaire", le "sujet" étant constitué par une association d'éléments de petites dimensions et de formes géométriques dans une tonalité colorée plutôt sombre. Cette période dure peu,car la fragmentation géométrique empêchait l'artiste de faire jouer les couleurs vives.

### 1960-1964: période de Bormes et période scripturale
Les œuvres étaient exécutées à Bormes-les-Mimosas (Var) où le peintre séjournait pendant les mois d'été. La composition de ces toiles est constituée par de grands plans horizontaux structurés par des formes internes et vivement colorées en rouges vifs, ocres ou bleus plus ou moins intenses. Cette période coïncide avec la période scripturale lorsque Papart réside à Paris en hiver : dans une matière acrylique épaisse, le peintre grave avec un poinçon des compositions abstraites inspirées par les pictoidéogrammes des civilisations toltèque et aztèque. Une fois la matière sèche, Papart badigeonne la composition avec des jus colorés, rouges, ocres, gris bleutés, bruns selon la distribution calculée des dessins gravés.

### 1964-1966: période de la Beauce
Cette période correspond aux séjours du peintre dans une propriété que possèdent ses beaux-parents près de Chartres. Nous trouvons encore là une organisation de plages horizontales, mais encadrées de bandes verticales. Les coloris sombres sont éclairés par des graphismes, des formes dérivées des gravures du Val Camonica (Italie) ou des pictoidéogrammes aztèques, des points disposés en ligne.

### 1966-1978: période d'abstraction pure
Cette période dure douze ans. Elle est marquée par des formes géométriques fortement colorées : ces formes viennent de l'épuration et de la stylisation d'objets ou de personnages, souvent des interprètes assises devant leur piano ; s'y inscrivent des fac-similés d'écriture ou des lettres d'imprimerie, particulièrement le S pour suggérer une tête de femme.

### 1979-1994: période américaine
Cette période correspond à l'installation de l'artiste aux États-Unis. Le peintre associe aux formes de l'abstraction pure une certaine figuration très stylisée, oiseaux, visages de profil, fragments de paysages, silhouettes de personnages. Ces figures sont indiquées par leurs contours à l'intérieur desquels une autre composition abstraite répond à la composition abstraite générale.

### Collages et dessins
Ils accompagnent l'évolution du peintre pendant cinquante-cinq ans et ont suivi leur chemin propre.

### Ouvrages illustrés
(Liste établie d'après le catalogue de la BnF, et la bibliographie de Roger Green figurant dans son livre Max Papart.)
- André Verdet, À travers prairies et bois, je marche, lithographies. Chez l'Artiste, 1951[16]
- André Verdet, Luberon, eaux-fortes. Aux dépens de l'Auteur, 1967
- Diderot, Sur les femmes, pointes-sèches. Aux dépens de l'Artiste, 1952
- Hermine Simoncelly, Trinité pour deux, illustrations. Caractères, 197
- Pierre Tilman, Espace étranglé, eaux-fortes de Max Papart, pointes sèches de Jean-Pierre Le Boul'ch. Compagnie parisienne d'impression et d'édition, 1967
- Georges Ribemont-Dessaignes, Le Sang, la sève, l'eau et les larmes, eaux-fortes. Coutal-Darly éd., 1968
- Pierre Tilman, L'Esclavage n'a pas encore été aboli, eau-forte. Chambelland, 1970
- Andrée Caraire[17], Telle la feuille de l'arbre, linogravures. Coutal-Darly, 1971
- Georges Ribemont-Dessaignes, Le Règne végétal, collages et dessins. Éd. de l'Université d'Ottawa, 1972
- Jean Orizet, Silencieuse entrave du temps, eau-forte et aquatinte. Éd. Saint-Germain-des-Prés, 1972
- Jean Orizet, Terre assaillie, gravures. Éd. Saint-Germain-des-Prés, 1973
- Henri Rode, Toutes les plumes du rituel, eaux-fortes. Éd. Saint-Germain-des-Prés, 1974
- Andrée Caraire, Dans le matin noir des coquelicots, eaux-fortes en couleur. Éd. Saint-Germain-des-Prés, 1974
- Michel Bohbot, Des mots contre le vent, gravures (avec James Coignard et Hasegawa). Lettera Amarosa, 1974
- Jacques Prévert, Le Jour des temps, aquatintes en couleur. Galerie Bosquet, et Jacques Goutal Daly, 1975
- Andrée Caraire, Aubes muettes, aquatintes en couleur. Aux dépens d'un amateur, 1975
- Andrée Caraire, Adagio, gravures en couleur au carborundum. Éd. F.B. 1976
- Michel Bohbot, Signe de terre, gravures en couleur au carborundum. Vision Nouvelle, 1976
- Jacques Baron, L'Huître et la rose, eaux-fortes. Éd. Attali, 1976[18]
- Georges Ribemont-Dessaignes, S'habiller en miroir, gravures au carborundum. Éd. F.B., 1977
- Michel Bohbot, Mots en attente du soleil, gravures au carborundum. Vision Nouvelle, 1977
- Michel Bohbot, Décryptage, gravures au carborundum. Vision Nouvelle, 1977
- Michel Bohbot, Naissance des signes, eaux-fortes. Michel Bohbot, 1978
- Andrée Caraire, Oiseau-Solitude, gravures au carborundum. Stockholm, éd. A.H.Grafik, 1979
- Andrée Caraire, Au bord de l'extrême, gravures (avec James Coignard). Sémios, 1983
- Andrée Caraire, De la faille de l'invisible, gravures. Sémios, 1986
- Jean Tardieu, Un lot de joyeuses affiches, eaux-fortes. Dutrou éditeur, 1987
- Voltaire, Candide,
- Xavier Bordes, Le Grand Cirque, eaux-fortes en couleur. Dutrou éditeur, 1992
- Michel Butor, Sourdes romances, aquatintes en couleur. Dutrou éditeur, 1994

### Filmographie
- Frédéric Czarnès, La Palette de Max Papart, 1970
- (en) Nancy Weldon, Max Papart, 1980
- Jean Réal, Le Procédé Goetz, avec Max Papart, James Coignard, Henri Goetz et Antoni Clavé, 1987